# Cydistomyia parapacifica
Cydistomyia parapacifica är en tvåvingeart som beskrevs av M. Josephine Mackerras 1971. Cydistomyia parapacifica ingår i släktet Cydistomyia och familjen bromsar. Inga underarter finns listade i Catalogue of Life.